# Damon Hill
Damon Graham Devereux Hill, més conegut per Damon Hill, (Londres, 17 de setembre del 1960) és un pilot de Formula 1 retirat, campió de la categoria l'any 1996. Damon és fill del bicampió mundial de Fórmula 1 Graham Hill.

## Trajectòria

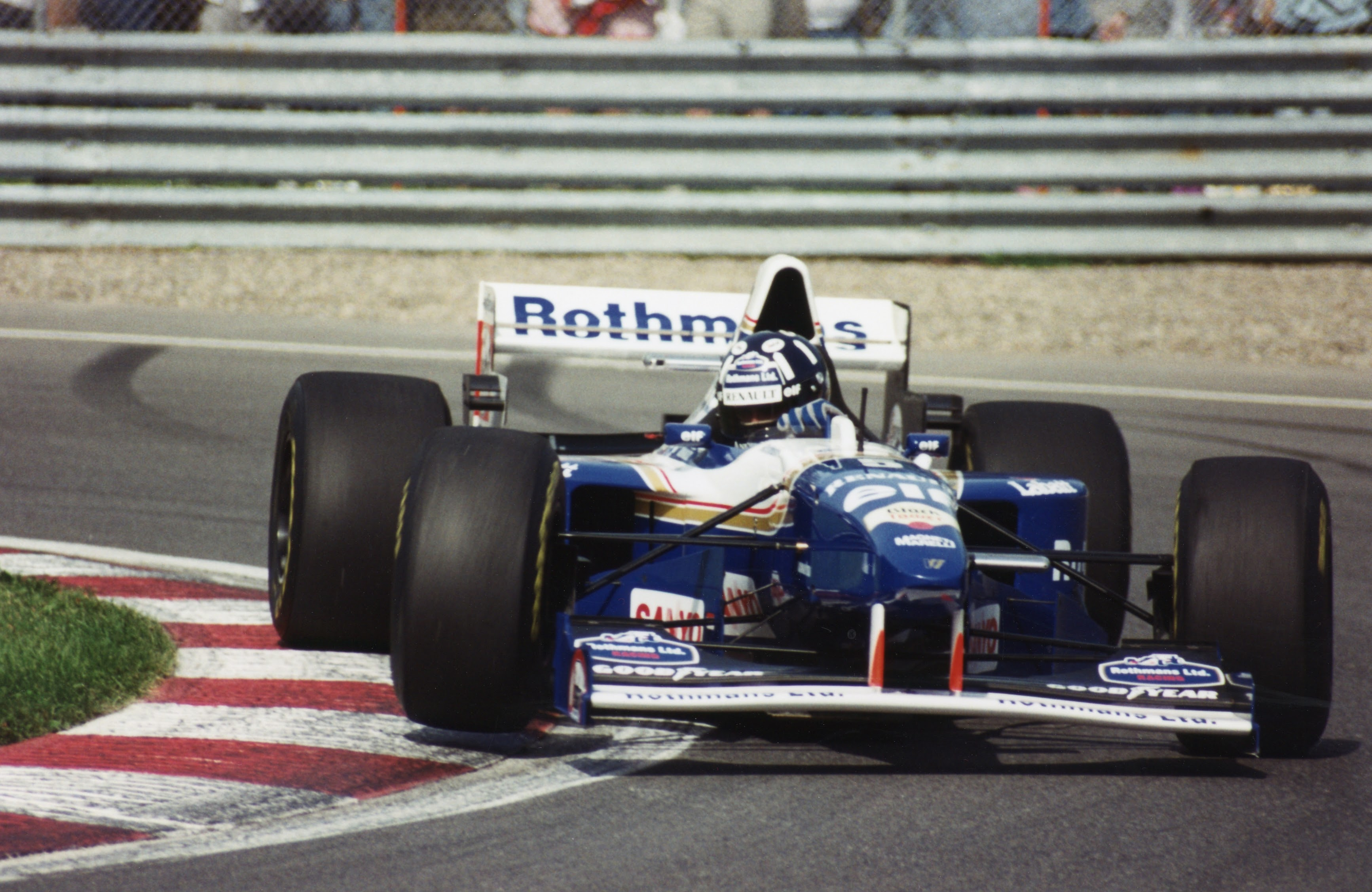
Damon Hill pilotant un Williams-Renault la temporada 1995.

Damon Hill començà a competir amb motociclisme l'any 1983, si bé el 1985 ja començà a competir amb monoplaces a la Fórmula Ford primer i a la Fórmula 3 Britànica després. Posteriorment tambné disputà la Fórmula 3000.
Hill començà la seva carrera a la Fórmula 1 l'any 1992 amb l'equip Brabham, un dels menys competitius de la graella, si bé a la temporada següent fitxà per l'equip Williams-Renault, on corregué durant 4 temporades.
La seva primera victòria a la Fórmula 1 arribà al Gran Premi d'Hongria del 1993, aconseguint 2 victóries més aquell campionat i finalitzant 3r de la general, tan sols superat pels mítics Alain Prost, que era el seu company d'equip, i Ayrton Senna.
La temporada següent Hill aconseguiria 6 victóries i s'alçaria amb el subcampionat, essent tan sols superat per Michael Schumacher, amb el qual tingué una llarga llista d'enfrontaments tant dintre com fora de la pista. L'any 1995 la història es repetia amb Michael Schumacher novament campió del món i Hill segon.
Finalment Damon Hill s'alçà amb el Campionat Mundial de Fórmula 1 la temporada 1996, tot superant al seu company d'equip Jacques Villeneuve. Aquell any Hill aconseguiria 8 victóries en Grans Premis.
Malgrat el títol mundial, Williams decidí no renovar al pilot britànic, amb el que la temporada següent i apostar clarament pel jove valor Jacques Villeneuve, amb el que Damon Hill hagué de córrer amb l'equip Arrows, finalitzant 12é del Campionat. L'any següent fitxà per l'equip Jordan Grand Prix, amb el que disputà les seves dues últimes temporades en actiu finalitzant el campionat en 6a i 12a posició respectivament, si bé cal destacar que aconseguí la seva última victòria en el Gran Premi de Bèlgica del 1998, la seva 22a victòria a la Fórmula 1.

## Equips
- 1992: Brabham
- 1993–1996: Williams
- 1997: Arrows
- 1998–1999: Jordan Grand Prix

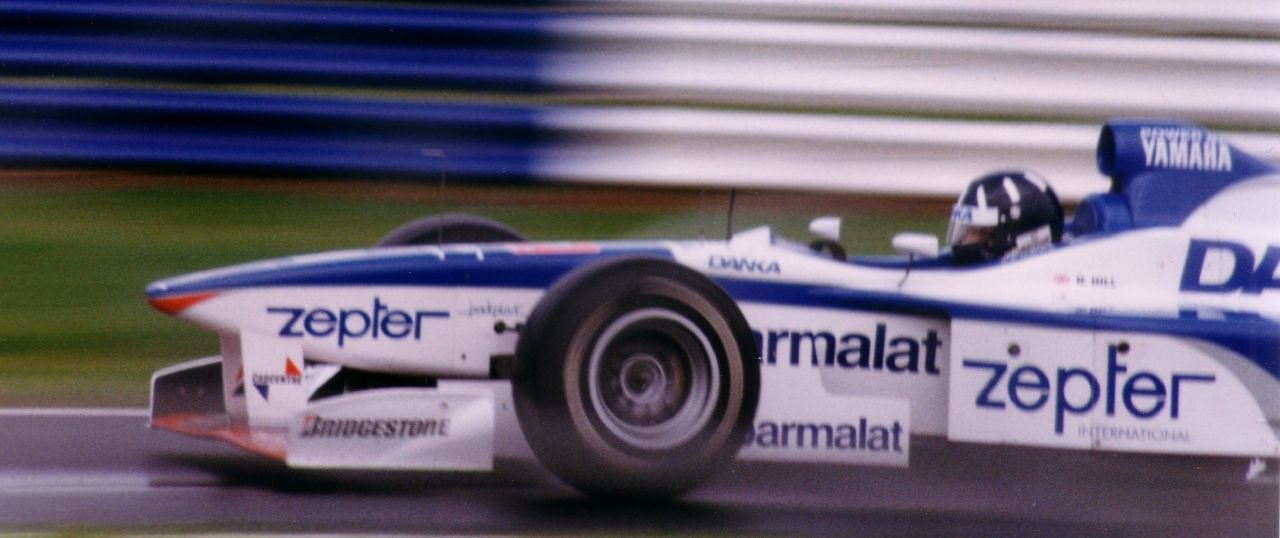
Damon Hill al volant del seu Arrows F1

| Precedit per: Michael Schumacher | Campió del món de Fórmula 1 1996 | Succeït per: Jacques Villeneuve |